# François C. Antoine Simon

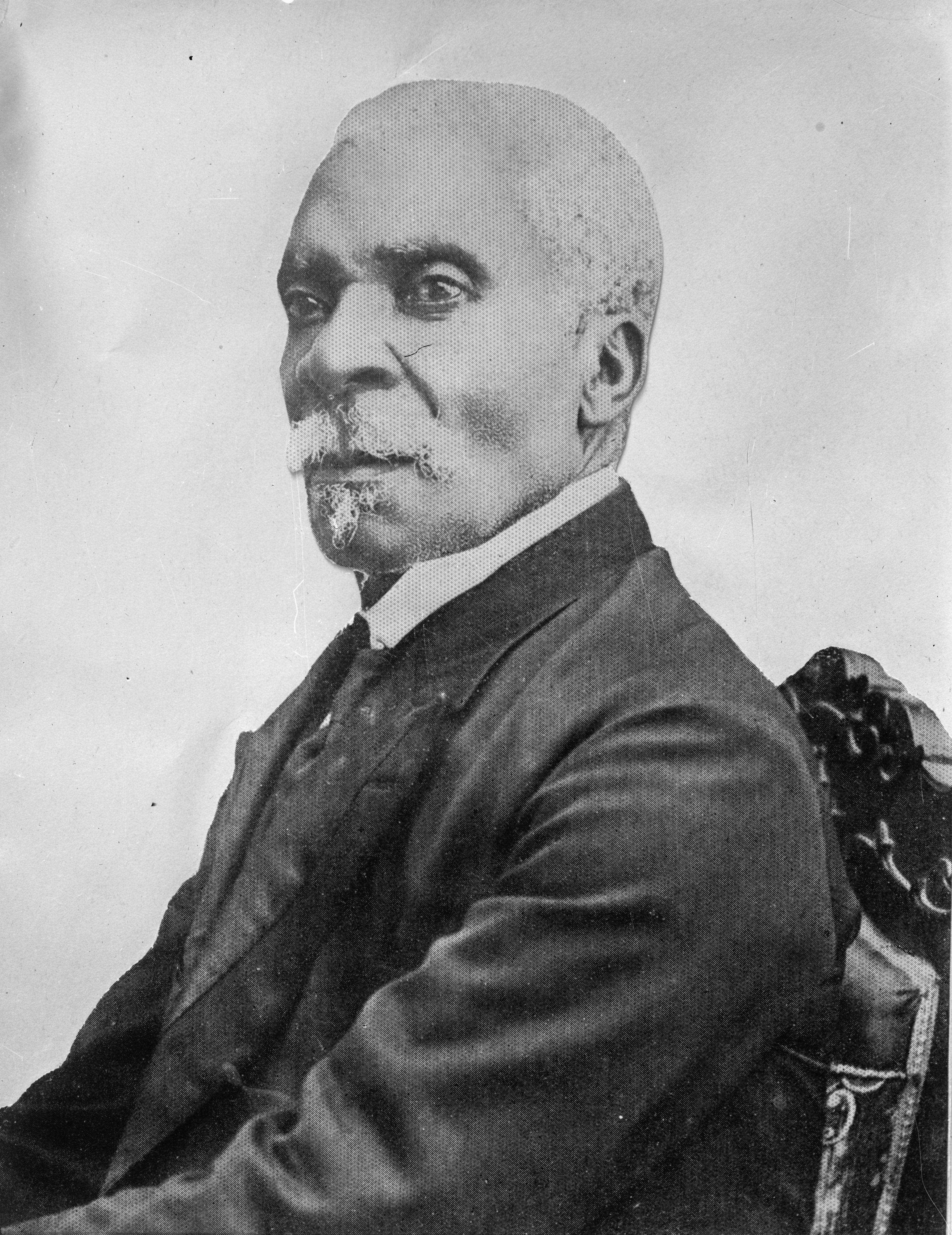
François C. Antoine Simon

François C. Antoine Simon (* 10. Oktober 1843 in Les Cayes; † 10. Januar oder 10. März 1923 in Les Cayes) war ein haitianischer Politiker und Präsident von Haiti.

## Biografie

### Militärische Laufbahn
Der aus dem Vorort Savane von Les Cayes stammende Simon war als Gemeindepolizist tätig, ehe er als Offizier der Armee beitrat. 1883 erfolgte seine Ernennung zum Befehlshaber der Truppen im Département Sud, ein Amt, das er bis 1908 innehatte. Im Laufe seiner militärischen Laufbahn wurde er 1887 zum Oberst befördert.
Zwischen 1896 und 1902 war er zeitweise auch persönlicher Adjutant (Aide-de-camp) des Präsidenten Tirésias Simon-Sam. Später erfolgte seine Beförderung zum General. Als solcher führte er 1908 eine militärische Revolte gegen Präsident Pierre Nord Alexis an.

### Präsident 1908 bis 1911
Am 6. Dezember 1908 wurde er als Nachfolger von Präsident Alexis zum Präsidenten von Haiti gewählt. Obwohl er selbst nur wenig formelle Schulbildung besaß, gelang es ihm als Präsident einen Beraterkreis aus den wichtigsten Persönlichkeiten der damaligen Zeit um sich zu formieren. Am 19. Dezember 1908 stellte er der Öffentlichkeit sein sechsköpfiges Kabinett vor und leistete einen Tag darauf seinen offiziellen Amtseid vor dem Präsidenten des Senats, Senator Paulin.
Eine seiner ersten politischen Entscheidungen war der Beginn einer Appeasement-Politik in deren Verlauf bereits im Januar 1909 eine Reihe von Haitianern aus dem Exil zurückkehrte, die er im Präsidentenpalast empfing. Bei diesem Empfang wurde ein Abkommen abgeschlossen, das zumindest in seiner Amtszeit zu einer inneren Ruhe führte.
Präsident Simon bemühte sich fortwährend um die Steigerung des landwirtschaftlichen Selbstversorgungsgrads. Außerdem beabsichtigte er den Bau eines Eisenbahnnetzes. Um dies zu erreichen, schloss seine Regierung mehrere Verträge mit US-amerikanischen Unternehmen, darunter den so genannten MacDonald-Vertrag zum Errichtung der Eisenbahnlinie zwischen Port-au-Prince und Cap-Haitien sowie zum Anbau und Export von Bananen. Allerdings wurden diese Verträge nur schlecht vorbereitet, was zur Kritik von Intellektuellen und Politiker gleichermaßen führte. Andererseits kam es zur Asphaltierung der Straßen von Port-au-Prince sowie der Versorgung der Hauptstadt mit Elektrizität. Außerdem kam es zur Einführung der ersten Automobile in Haiti und der Gründung einer Landwirtschaftsbank.
Finanzpolitisch führte die Aufnahme einer großen und langfristig belastenden Anleihe bei der Banque de la Union Parisienne zur Konsolidierung der verschiedenen Schulden zu einer hitzigen nationalen Debatte.
Wie bereits in der Vergangenheit kam es immer wieder zu Grenzkonflikten mit der benachbarten Dominikanischen Republik. Zur Vermeidung eines Krieges erbat Präsident Simon daher auch Unterstützung seines US-amerikanischen Verbündeten.
Zur Befriedigung der US-amerikanischen Bananenpflanzunternehmen wurden Zwangsenteignungen immer häufiger, was zu Unruhen unter den kleinen Landbesitzern führte. Die Kleinbauern aus dem Norden Haitis (Cacos) begannen daraufhin im Juni 1911 mit einer Revolte gegen die Regierung in Port-au-Prince. General Cincinnatus Leconte, ein früherer Minister für öffentliche Arbeiten und Landwirtschaft unter Präsident Simon-Sam, hetzte diese revolutionäre Bewegung auf.
Obwohl Leconte anfangs wenig erfolgreich war, gelang ihm am 1. August 1911 die Eroberung der Hauptstadt, was Präsident Simon letztlich zwang am 3. August 1911 zurückzutreten. Anschließend ging er für einige Jahre ins Exil und Leconte selbst wurde neuer Präsident.